# Douwe de Vries
Douwe de Vries (* 14. června 1982 Heerenveen) je nizozemský rychlobruslař.
Od začátku 21. století startuje na nizozemských seniorských mistrovstvích. Ve velkých mezinárodních závodech se představil poprvé v sezóně 2011/2012, kdy debutoval ve Světovém poháru. Prvního evropského šampionátu se zúčastnil roku 2014 (7. místo), na Mistrovství světa 2015 získal zlatou medaili ve stíhacím závodě družstev a bronzovou medaili na trati 5000 m. K prvenství ve stíhacím závodě pomohl nizozemskému týmu i na MS 2016, 2017, 2019 a 2020.